# Hoya nabawanensis
Hoya nabawanensis är en oleanderväxtart som beskrevs av Kloppenb. och Wiberg. Hoya nabawanensis ingår i släktet Hoya och familjen oleanderväxter. Inga underarter finns listade i Catalogue of Life.